# Liste der Lieder der Beatles
Diese Liste der Lieder der Beatles umfasst alle Lieder, die von der englischen Rockband The Beatles veröffentlicht wurden.
Enthalten sind alle Aufnahmen, die die Beatles von 1958 bis 1970 einspielten und die auf ihren Labels Parlophone bzw. Apple legal veröffentlicht wurden. (Ausnahme: Carnival of Light wurde bis heute nicht veröffentlicht. Die Lieder, bei denen die Beatles Tony Sheridan musikalisch begleiten, befinden sich auf dem Album The Beatles’ First und werden hier nicht aufgeführt.) Weiterhin in dieser Liste nicht enthalten sind Lieder, die bisher nur in den Filmen der Beatles veröffentlicht wurden (Beispiele: Magical Mystery Tour: Shirley’s Wild Accordion und Jessie's Dream, Let It Be: Suzy Parker, Jazz Piano Song und das Medley: Kansas City/Miss Ann/Lawdy Miss Clawdy, Anthology: Baby What You Want Me to Do, Raunchy, Thinking of Linking und Blue Moon of Kentucky sowie eine große Anzahl von Liedern in der Dokumentationsserie The Beatles: Get Back).
Die Spalte „produziert“ enthält das Jahr, in dem die Aufnahme der jeweils veröffentlichten Version begann. Die Spalte „veröffentlicht“ enthält das Jahr, in dem das jeweilige Lied in Großbritannien veröffentlicht wurde (dies dient der Einheitlichkeit, da bis 1966 die Veröffentlichungsjahre – insbesondere in den USA – stark variierten). Sind hier zwei Jahreszahlen genannt, so bezieht sich die erste auf die Veröffentlichung bei Apple, die zweite auf eine frühere Veröffentlichung bei Polydor.
Die Spalte „Quelle“ enthält den Tonträger, auf dem das jeweilige Lied erstmals veröffentlicht wurde (ausschließlich in Großbritannien, ebenfalls aus Gründen der Einheitlichkeit).
| Lied                                                      | Komponist(en)                                                               | produziert | veröffentlicht | Quelle                                           |
| --------------------------------------------------------- | --------------------------------------------------------------------------- | ---------- | -------------- | ------------------------------------------------ |
| 12-Bar Original                                           | Lennon/McCartney/Harrison/Starkey                                           | 1965       | 1996           | Anthology 2                                      |
| A Beginning                                               | George Martin                                                               | 1968       | 1996           | Anthology 3                                      |
| A Day in the Life                                         | Lennon/McCartney                                                            | 1967       | 1967           | Sgt. Pepper’s Lonely Hearts Club Band            |
| A Hard Day’s Night                                        | Lennon                                                                      | 1964       | 1964           | Single                                           |
| A Shot of Rhythm and Blues                                | Terry Thompson                                                              | 1963       | 1994           | Live at the BBC                                  |
| A Taste of Honey                                          | Ric Marlow/Bobby Scott                                                      | 1963       | 1963           | Please Please Me                                 |
| Across the Universe                                       | Lennon                                                                      | 1968       | 1970           | Let It Be                                        |
| Act Naturally                                             | Johnny Russell/Vonie Morrison                                               | 1965       | 1965           | Help!                                            |
| Ain’t She Sweet                                           | Milton Ager/Jack Yellen                                                     | 1961       | 1995/1964      | Anthology 1                                      |
| All I’ve Got to Do                                        | Lennon                                                                      | 1963       | 1963           | With the Beatles                                 |
| All My Loving                                             | McCartney                                                                   | 1963       | 1963           | With the Beatles                                 |
| All Things Must Pass                                      | Harrison                                                                    | 1969       | 1996           | Anthology 3                                      |
| All Together Now                                          | Lennon/McCartney                                                            | 1967       | 1969           | Yellow Submarine                                 |
| All You Need Is Love                                      | Lennon                                                                      | 1967       | 1967           | Single                                           |
| And I Love Her                                            | Lennon/McCartney                                                            | 1964       | 1964           | A Hard Day’s Night                               |
| And Your Bird Can Sing                                    | Lennon/McCartney                                                            | 1966       | 1966           | Revolver                                         |
| Anna (Go to Him)                                          | Arthur Alexander                                                            | 1963       | 1963           | Please Please Me                                 |
| Another Girl                                              | McCartney                                                                   | 1965       | 1965           | Help!                                            |
| Any Time at All                                           | Lennon                                                                      | 1964       | 1964           | A Hard Day’s Night                               |
| Ask Me Why                                                | Lennon/McCartney                                                            | 1962       | 1963           | Single                                           |
| Baby It’s You                                             | Mack David / Burt Bacharach / Barney Williams (Luther Dixon)                | 1963       | 1963           | Please Please Me                                 |
| Baby You’re a Rich Man                                    | Lennon/McCartney                                                            | 1967       | 1967           | Single                                           |
| Baby’s in Black                                           | Lennon/McCartney                                                            | 1964       | 1964           | Beatles for Sale                                 |
| Back in the USSR                                          | McCartney                                                                   | 1968       | 1968           | The Beatles                                      |
| Bad Boy                                                   | Larry Williams                                                              | 1965       | 1965           | A Collection of Oldies … but Goldies             |
| Bad to Me                                                 | Lennon                                                                      | 1963       | 2013           | The Beatles Bootleg Recordings 1963              |
| Beautiful Dreamer                                         | Stephen Foster                                                              | 1963       | 2013           | On Air – Live at the BBC Volume 2                |
| Be-Bop-A-Lula                                             | Gene Vincent, Sheriff Tex Davis                                             | 1962       | 1977           | Live! at the Star-Club in Hamburg, Germany; 1962 |
| Because                                                   | Lennon                                                                      | 1969       | 1969           | Abbey Road                                       |
| Because I Know You Love Me So                             | Lennon/McCartney                                                            | 1969       | 2003           | Let It Be… Naked (Bonus-CD: Fly on the Wall)     |
| Being for the Benefit of Mr. Kite!                        | Lennon                                                                      | 1966       | 1967           | Sgt. Pepper’s Lonely Hearts Club Band            |
| Bésame mucho                                              | Consuelo Velázquez                                                          | 1962       | 1995           | Anthology 1                                      |
| Birthday                                                  | McCartney                                                                   | 1968       | 1968           | The Beatles                                      |
| Blackbird                                                 | McCartney                                                                   | 1968       | 1968           | The Beatles                                      |
| Blue Jay Way                                              | Harrison                                                                    | 1967       | 1967           | EP: Magical Mystery Tour                         |
| Blue Moon (Studio Jamsession)                             | Richard Rodgers/Lorenz Hart                                                 | 1968       | 2018           | The BEATLES (Super-Deluxe-Edition-2018)          |
| Boys                                                      | Luther Dixon/Wes Farrell                                                    | 1963       | 1963           | Please Please Me                                 |
| Can You Dig It?                                           | Lennon/McCartney                                                            | 1969       | 2021           | Let It Be (Super-Deluxe-Edition-2021)            |
| Can You Take Me Back?                                     | McCartney                                                                   | 1968       | 2018           | The BEATLES (Super-Deluxe-Edition-2018)          |
| Can’t Buy Me Love                                         | McCartney                                                                   | 1964       | 1964           | Single                                           |
| Carnival of Light                                         | Lennon/McCartney/Harrison/Starkey                                           | 1967       | –              | unveröffentlicht                                 |
| Carol                                                     | Chuck Berry                                                                 | 1963       | 1994           | Live at the BBC                                  |
| Carry That Weight                                         | McCartney                                                                   | 1969       | 1969           | Abbey Road                                       |
| Cayenne                                                   | McCartney                                                                   | 1960       | 1995           | Anthology 1                                      |
| Chains                                                    | Gerry Goffin/Carole King                                                    | 1963       | 1963           | Please Please Me                                 |
| Child of Nature                                           | Lennon                                                                      | 1968       | 2018           | The BEATLES (Super-Deluxe-Edition-2018)          |
| Christmas Time (Is Here Again)                            | Lennon/McCartney/Harrison/Starkey                                           | 1967       | 1967           | Christmas Time Is Here Again                     |
| Circles                                                   | Harrison                                                                    | 1968       | 2018           | The BEATLES (Super-Deluxe-Edition-2018)          |
| Clarabella                                                | Frank J. Pingatore                                                          | 1963       | 1994           | Live at the BBC                                  |
| Come and Get It                                           | McCartney                                                                   | 1969       | 1996           | Anthology 3                                      |
| Come Together                                             | Lennon                                                                      | 1969       | 1969           | Abbey Road                                       |
| Cry Baby Cry                                              | Lennon                                                                      | 1968       | 1968           | The Beatles                                      |
| Cry for a Shadow                                          | Lennon/Harrison                                                             | 1961       | 1995/1964      | Anthology 1                                      |
| Crying Waiting Hoping                                     | Buddy Holly                                                                 | 1963       | 1994           | Live at the BBC                                  |
| Day Tripper                                               | Lennon/McCartney                                                            | 1965       | 1965           | Single                                           |
| Dear Prudence                                             | Lennon                                                                      | 1968       | 1968           | The Beatles                                      |
| Devil in Her Heart                                        | Richard Drapkin                                                             | 1963       | 1963           | With the Beatles                                 |
| Dig a Pony                                                | Lennon                                                                      | 1969       | 1970           | Let It Be                                        |
| Dig It                                                    | Lennon/McCartney/Harrison/Starkey                                           | 1969       | 1970           | Let It Be                                        |
| Dizzy Miss Lizzy                                          | Larry Williams                                                              | 1965       | 1965           | Help!                                            |
| Do You Want to Know a Secret                              | Lennon/McCartney                                                            | 1963       | 1963           | Please Please Me                                 |
| Doctor Robert                                             | Lennon/McCartney                                                            | 1966       | 1966           | Revolver                                         |
| Don’t Bother Me                                           | Harrison                                                                    | 1963       | 1963           | With the Beatles                                 |
| Don’t Ever Change                                         | Gerry Goffin/Carole King                                                    | 1963       | 1994           | Live at the BBC                                  |
| Don’t Let Me Down                                         | Lennon                                                                      | 1969       | 1969           | Single                                           |
| Don’t Pass Me By                                          | Starkey                                                                     | 1968       | 1968           | The Beatles                                      |
| Drive My Car                                              | Lennon/McCartney                                                            | 1965       | 1965           | Rubber Soul                                      |
| Eight Days a Week                                         | Lennon/McCartney                                                            | 1964       | 1964           | Beatles for Sale                                 |
| Eleanor Rigby                                             | McCartney                                                                   | 1966       | 1966           | Single; gleichzeitig: Revolver                   |
| Every Little Thing                                        | McCartney                                                                   | 1964       | 1964           | Beatles for Sale                                 |
| Everybody’s Got Something to Hide Except Me and My Monkey | Lennon                                                                      | 1968       | 1968           | The Beatles                                      |
| Everybody’s Trying to Be My Baby                          | Carl Perkins                                                                | 1964       | 1964           | Beatles for Sale                                 |
| Fancy My Chances with You                                 | Lennon/McCartney                                                            | 1969       | 2003           | Let It Be… Naked (Bonus-CD: Fly on the Wall)     |
| Fixing a Hole                                             | McCartney                                                                   | 1966       | 1967           | Sgt. Pepper’s Lonely Hearts Club Band            |
| Flying                                                    | Lennon/McCartney/Harrison/Starkey                                           | 1967       | 1967           | EP: Magical Mystery Tour                         |
| For No One                                                | McCartney                                                                   | 1966       | 1966           | Revolver                                         |
| For You Blue                                              | Harrison                                                                    | 1969       | 1970           | Let It Be                                        |
| Free as a Bird                                            | Lennon/McCartney/Harrison/Starkey                                           | 1994       | 1995           | Anthology 1                                      |
| From Me to You                                            | Lennon/McCartney                                                            | 1963       | 1963           | Single                                           |
| Get Back                                                  | McCartney                                                                   | 1969       | 1969           | Single                                           |
| Getting Better                                            | Lennon/McCartney                                                            | 1966       | 1967           | Sgt. Pepper’s Lonely Hearts Club Band            |
| Girl                                                      | Lennon/McCartney                                                            | 1965       | 1965           | Rubber Soul                                      |
| Gimme Some Truth (Rehearsal)                              | Lennon                                                                      | 1969       | 2021           | Let It Be (Super-Deluxe-Edition-2021)            |
| Glad All Over                                             | Roy C. Bennett/Sid Tepper/Aaron Schroeder                                   | 1963       | 1994           | Live at the BBC                                  |
| Glass Onion                                               | Lennon                                                                      | 1968       | 1968           | The Beatles                                      |
| Golden Slumbers                                           | McCartney                                                                   | 1969       | 1969           | Abbey Road                                       |
| Goodbye (Home Demo)                                       | McCartney                                                                   | 1969       | 2019           | Abbey Road (Super-Deluxe-Edition-2019)           |
| Good Day Sunshine                                         | Lennon/McCartney                                                            | 1966       | 1966           | Revolver                                         |
| Good Morning Good Morning                                 | Lennon                                                                      | 1967       | 1967           | Sgt. Pepper’s Lonely Hearts Club Band            |
| Good Night                                                | Lennon                                                                      | 1968       | 1968           | The Beatles                                      |
| Got to Get You into My Life                               | McCartney                                                                   | 1966       | 1966           | Revolver                                         |
| Hallelujah, I Love Her So                                 | Ray Charles                                                                 | 1960       | 1995           | Anthology 1                                      |
| Happiness Is a Warm Gun                                   | Lennon                                                                      | 1968       | 1968           | The Beatles                                      |
| Hello Little Girl                                         | Lennon                                                                      | 1962       | 1995           | Anthology 1                                      |
| Hello, Goodbye                                            | McCartney                                                                   | 1967       | 1967           | Single                                           |
| Help!                                                     | Lennon                                                                      | 1965       | 1965           | Single                                           |
| Helter Skelter                                            | McCartney                                                                   | 1968       | 1968           | The Beatles                                      |
| Her Majesty                                               | McCartney                                                                   | 1969       | 1969           | Abbey Road                                       |
| Here Comes the Sun                                        | Harrison                                                                    | 1969       | 1969           | Abbey Road                                       |
| Here, There and Everywhere                                | McCartney                                                                   | 1966       | 1966           | Revolver                                         |
| Hey Bulldog                                               | Lennon                                                                      | 1968       | 1969           | Yellow Submarine                                 |
| Hey Jude                                                  | McCartney                                                                   | 1968       | 1968           | Single                                           |
| Hold Me Tight                                             | McCartney                                                                   | 1963       | 1963           | With the Beatles                                 |
| Honey Don’t                                               | Carl Perkins                                                                | 1964       | 1964           | Beatles for Sale                                 |
| Honey Pie                                                 | McCartney                                                                   | 1968       | 1968           | The Beatles                                      |
| How Do You Do It                                          | Mitch Murray                                                                | 1962       | 1995           | Anthology 1                                      |
| I Am the Walrus                                           | Lennon                                                                      | 1967       | 1967           | Single                                           |
| I Call Your Name                                          | Lennon/McCartney                                                            | 1964       | 1964           | EP: Long Tall Sally                              |
| I Don’t Want to Spoil the Party                           | Lennon                                                                      | 1964       | 1964           | Beatles for Sale                                 |
| I Feel Fine                                               | Lennon/McCartney                                                            | 1964       | 1964           | Single                                           |
| If I Fell                                                 | Lennon/McCartney                                                            | 1964       | 1964           | A Hard Day’s Night                               |
| If I Needed Someone                                       | Harrison                                                                    | 1965       | 1965           | Rubber Soul                                      |
| I Forgot to Remember to Forget                            | Stan Kesler/Charlie Feathers                                                | 1964       | 1994           | Live at the BBC                                  |
| If You’ve Got Trouble                                     | Lennon/McCartney                                                            | 1965       | 1996           | Anthology 2                                      |
| I Got a Woman                                             | Ray Charles                                                                 | 1963       | 1994           | Live at the BBC                                  |
| I Got to Find My Baby                                     | Chuck Berry                                                                 | 1963       | 1994           | Live at the BBC                                  |
| I Just Don’t Understand                                   | Marijohn Wilkin/Kent Westberry                                              | 1963       | 1994           | Live at the BBC                                  |
| I Me Mine                                                 | Harrison                                                                    | 1970       | 1970           | Let It Be                                        |
| I Need You                                                | Harrison                                                                    | 1965       | 1965           | Help!                                            |
| I Saw Her Standing There                                  | McCartney                                                                   | 1963       | 1963           | Please Please Me                                 |
| I Should Have Known Better                                | Lennon                                                                      | 1964       | 1964           | A Hard Day’s Night                               |
| I Wanna Be Your Man                                       | Lennon/McCartney                                                            | 1963       | 1963           | With the Beatles                                 |
| I Want to Hold Your Hand                                  | Lennon/McCartney                                                            | 1963       | 1963           | Single                                           |
| I Want to Tell You                                        | Harrison                                                                    | 1966       | 1966           | Revolver                                         |
| I Want You (She’s So Heavy)                               | Lennon                                                                      | 1969       | 1969           | Abbey Road                                       |
| I Will                                                    | McCartney                                                                   | 1968       | 1968           | The Beatles                                      |
| I’ll Be Back                                              | Lennon/McCartney                                                            | 1964       | 1964           | A Hard Day’s Night                               |
| I’ll Be on My Way                                         | Lennon/McCartney                                                            | 1963       | 1994           | Live at the BBC                                  |
| I’ll Cry Instead                                          | Lennon                                                                      | 1964       | 1964           | A Hard Day’s Night                               |
| I’ll Follow the Sun                                       | McCartney                                                                   | 1964       | 1964           | Beatles for Sale                                 |
| I’ll Get You                                              | Lennon/McCartney                                                            | 1963       | 1963           | Single                                           |
| I’m a Loser                                               | Lennon                                                                      | 1964       | 1964           | Beatles for Sale                                 |
| I’m Down                                                  | Lennon/McCartney                                                            | 1965       | 1965           | Single                                           |
| I’m Gonna Sit Right Down and Cry (Over You)               | Joe Thomas/Howard Biggs                                                     | 1963       | 1994           | Live at the BBC                                  |
| I’m Happy Just to Dance with You                          | Lennon/McCartney                                                            | 1964       | 1964           | A Hard Day’s Night                               |
| I’m in Love                                               | Lennon                                                                      | 1963       | 2013           | The Beatles Bootleg Recordings 1963              |
| I’m Looking Through You                                   | McCartney                                                                   | 1965       | 1965           | Rubber Soul                                      |
| I’m Only Sleeping                                         | Lennon                                                                      | 1966       | 1966           | Revolver                                         |
| I’m So Tired                                              | Lennon                                                                      | 1968       | 1968           | The Beatles                                      |
| I’m Talking About You                                     | Chuck Berry                                                                 | 1964       | 2013           | On Air – Live at the BBC Volume 2                |
| I’ve Got a Feeling                                        | Lennon/McCartney                                                            | 1969       | 1970           | Let It Be                                        |
| I’ve Just Seen a Face                                     | McCartney                                                                   | 1965       | 1965           | Help!                                            |
| In My Life                                                | Lennon/McCartney                                                            | 1965       | 1965           | Rubber Soul                                      |
| In Spite of All the Danger                                | McCartney/Harrison                                                          | 1958       | 1995           | Anthology 1                                      |
| It Won’t Be Long                                          | Lennon                                                                      | 1963       | 1963           | With the Beatles                                 |
| It’s All Too Much                                         | Harrison                                                                    | 1967       | 1969           | Yellow Submarine                                 |
| It’s Only Love                                            | Lennon/McCartney                                                            | 1965       | 1965           | Help!                                            |
| Johnny B. Goode                                           | Chuck Berry                                                                 | 1964       | 1994           | Live at the BBC                                  |
| John’s Piano Piece                                        | Lennon                                                                      | 1969       | 2003           | Let It Be… Naked (Bonus-CD: Fly on the Wall)     |
| Julia                                                     | Lennon                                                                      | 1968       | 1968           | The Beatles                                      |
| Junk                                                      | McCartney                                                                   | 1968       | 1996           | Anthology 3                                      |
| Kansas City/Hey, Hey, Hey, Hey                            | Jerry Leiber/Mike Stoller/Richard Penniman                                  | 1964       | 1964           | Beatles for Sale                                 |
| Keep Your Hands off My Baby                               | Gerry Goffin/Carole King                                                    | 1963       | 1994           | Live at the BBC                                  |
| Komm, gib mir deine Hand                                  | Lennon/McCartney                                                            | 1964       | 1964           | Single                                           |
| Lady Madonna                                              | McCartney                                                                   | 1968       | 1968           | Single                                           |
| Leave My Kitten Alone                                     | Little Willie John/Titus Turner/James McDougal                              | 1965       | 1996           | Anthology 1                                      |
| Lend Me Your Comb                                         | Kay Twomey/Fred Wise/Ben Weisman                                            | 1963       | 1995           | Anthology 1                                      |
| Let It Be                                                 | McCartney                                                                   | 1969       | 1970           | Single                                           |
| Like Dreamers Do                                          | McCartney                                                                   | 1962       | 1995           | Anthology 1                                      |
| Little Child                                              | Lennon/McCartney                                                            | 1963       | 1963           | With the Beatles                                 |
| Lonesome Tears in My Eyes                                 | Johnny & Dorsey Burnette/Paul Burlison/Al Mortimer                          | 1963       | 1994           | Live at the BBC                                  |
| Long Tall Sally                                           | Enotris Johnson/Richard Penniman/Robert Blackwell                           | 1964       | 1964           | EP: Long Tall Sally                              |
| Long, Long, Long                                          | Harrison                                                                    | 1968       | 1968           | The Beatles                                      |
| Love Me Do                                                | Lennon/McCartney                                                            | 1962       | 1962           | Single                                           |
| Love You To                                               | Harrison                                                                    | 1966       | 1966           | Revolver                                         |
| Lovely Rita                                               | McCartney                                                                   | 1966       | 1967           | Sgt. Pepper’s Lonely Hearts Club Band            |
| Lucille                                                   | Albert Collins/Richard Penniman                                             | 1963       | 1994           | Live at the BBC                                  |
| Lucy in the Sky with Diamonds                             | Lennon                                                                      | 1967       | 1967           | Sgt. Pepper’s Lonely Hearts Club Band            |
| Maggie Mae                                                | Trad. arrangiert Lennon/McCartney/Harrison/Starkey                          | 1969       | 1970           | Let It Be                                        |
| Magical Mystery Tour                                      | Lennon/McCartney                                                            | 1967       | 1967           | EP: Magical Mystery Tour                         |
| Mailman, Bring Me No More Blues                           | Ruth Roberts/Bill Katz/Stanley Clayton                                      | 1969       | 1996           | Anthology 3                                      |
| Martha My Dear                                            | McCartney                                                                   | 1968       | 1968           | The Beatles                                      |
| Matchbox                                                  | Carl Perkins                                                                | 1964       | 1964           | EP: Long Tall Sally                              |
| Maxwell’s Silver Hammer                                   | McCartney                                                                   | 1969       | 1969           | Abbey Road                                       |
| Mean Mr. Mustard                                          | Lennon                                                                      | 1969       | 1969           | Abbey Road                                       |
| Memphis, Tennessee                                        | Chuck Berry                                                                 | 1963       | 1994           | Live at the BBC                                  |
| Michelle                                                  | Lennon/McCartney                                                            | 1965       | 1965           | Rubber Soul                                      |
| Misery                                                    | Lennon/McCartney                                                            | 1963       | 1963           | Please Please Me                                 |
| Money (That’s What I Want)                                | Janie Bradford/Berry Gordy                                                  | 1963       | 1963           | With the Beatles                                 |
| Mother Nature’s Son                                       | McCartney                                                                   | 1968       | 1968           | The Beatles                                      |
| Mr. Moonlight                                             | Roy Lee Jackson                                                             | 1964       | 1964           | Beatles for Sale                                 |
| No Reply                                                  | Lennon/McCartney                                                            | 1964       | 1964           | Beatles for Sale                                 |
| Norwegian Wood (This Bird Has Flown)                      | Lennon/McCartney                                                            | 1965       | 1965           | Rubber Soul                                      |
| Not a Second Time                                         | Lennon                                                                      | 1963       | 1963           | With the Beatles                                 |
| Not Guilty                                                | Harrison                                                                    | 1968       | 1996           | Anthology 3                                      |
| Nothin’ Shakin’ (But the Leaves on the Trees)             | Eddie Fontaine/Cirino Calacrai/Diane Lampert/John Gluck                     | 1963       | 1994           | Live at the BBC                                  |
| Now and Then                                              | Lennon/McCartney/Harrison/Starkey                                           | 2022       | 2023           | Single                                           |
| Nowhere Man                                               | Lennon/McCartney                                                            | 1965       | 1965           | Rubber Soul                                      |
| Ob-La-Di, Ob-La-Da                                        | McCartney                                                                   | 1968       | 1968           | The Beatles                                      |
| Octopus’s Garden                                          | Starkey                                                                     | 1969       | 1969           | Abbey Road                                       |
| Oh! Darling                                               | McCartney                                                                   | 1969       | 1969           | Abbey Road                                       |
| Old Brown Shoe                                            | Harrison                                                                    | 1969       | 1969           | Single                                           |
| One After 909                                             | Lennon/McCartney                                                            | 1969       | 1970           | Let It Be                                        |
| Only a Northern Song                                      | Harrison                                                                    | 1967       | 1969           | Yellow Submarine                                 |
| Ooh! My Soul                                              | Richard Penniman                                                            | 1963       | 1994           | Live at the BBC                                  |
| P.S. I Love You                                           | McCartney                                                                   | 1962       | 1962           | Single                                           |
| Paperback Writer                                          | McCartney                                                                   | 1966       | 1966           | Single                                           |
| Paul’s Piano Piece                                        | Lennon/McCartney                                                            | 1969       | 2003           | Let It Be… Naked (Bonus-CD: Fly on the Wall)     |
| Penny Lane                                                | McCartney                                                                   | 1966       | 1967           | Single                                           |
| Piggies                                                   | Harrison                                                                    | 1968       | 1968           | The Beatles                                      |
| Please Mister Postman                                     | Georgia Dobbins/William Garrett/Freddie Gorman/Brian Holland/Robert Bateman | 1963       | 1963           | With the Beatles                                 |
| Please Please Me                                          | Lennon                                                                      | 1962       | 1963           | Single                                           |
| Polythene Pam                                             | Lennon                                                                      | 1969       | 1969           | Abbey Road                                       |
| Rain                                                      | Lennon                                                                      | 1966       | 1966           | Single                                           |
| Real Love                                                 | Lennon                                                                      | 1995       | 1996           | Single                                           |
| Revolution                                                | Lennon                                                                      | 1968       | 1968           | Single                                           |
| Revolution 1                                              | Lennon                                                                      | 1968       | 1968           | The Beatles                                      |
| Revolution 9                                              | Lennon/Ono                                                                  | 1968       | 1968           | The Beatles                                      |
| Rip It Up/Shake, Rattle and Roll/Blue Suede Shoes         | Robert Blackwell & John Marascalco/Charles Calhoun/Carl Perkins             | 1969       | 1996           | Anthology 3                                      |
| Rock and Roll Music                                       | Chuck Berry                                                                 | 1964       | 1964           | Beatles for Sale                                 |
| Rocky Raccoon                                             | McCartney                                                                   | 1968       | 1968           | The Beatles                                      |
| Roll Over Beethoven                                       | Chuck Berry                                                                 | 1963       | 1963           | With the Beatles                                 |
| Run for Your Life                                         | Lennon                                                                      | 1965       | 1965           | Rubber Soul                                      |
| Savoy Truffle                                             | Harrison                                                                    | 1968       | 1968           | The Beatles                                      |
| Searchin’                                                 | Jerry Leiber/Mike Stoller                                                   | 1962       | 1995           | Anthology 1                                      |
| Sexy Sadie                                                | Lennon                                                                      | 1968       | 1968           | The Beatles                                      |
| Sgt. Pepper’s Lonely Hearts Club Band                     | McCartney                                                                   | 1967       | 1967           | Sgt. Pepper’s Lonely Hearts Club Band            |
| Sgt. Pepper’s Lonely Hearts Club Band (Reprise)           | McCartney                                                                   | 1967       | 1967           | Sgt. Pepper’s Lonely Hearts Club Band            |
| She Came in Through the Bathroom Window                   | McCartney                                                                   | 1969       | 1969           | Abbey Road                                       |
| She Loves You                                             | Lennon/McCartney                                                            | 1963       | 1963           | Single                                           |
| She Said She Said                                         | Lennon                                                                      | 1966       | 1966           | Revolver                                         |
| She’s a Woman                                             | Lennon/McCartney                                                            | 1964       | 1964           | Single                                           |
| She’s Leaving Home                                        | Lennon/McCartney                                                            | 1966       | 1967           | Sgt. Pepper’s Lonely Hearts Club Band            |
| Shout!                                                    | Rudolph & Ronald & O’Kelly Isley                                            | 1964       | 1995           | Anthology 1                                      |
| Sie liebt dich                                            | Lennon/McCartney                                                            | 1964       | 1964           | Single                                           |
| Slow Down                                                 | Larry Williams                                                              | 1964       | 1964           | EP: Long Tall Sally                              |
| So How Come (No One Loves Me)                             | Felice Bryant/Boudleaux Bryant                                              | 1963       | 1994           | Live at the BBC                                  |
| Soldier of Love                                           | Buzz Cason/Tony Moon                                                        | 1963       | 1994           | Live at the BBC                                  |
| Some Other Guy                                            | Jerry Leiber/Mike Stoller/Richie Barrett                                    | 1963       | 1994           | Live at the BBC                                  |
| Something                                                 | Harrison                                                                    | 1969       | 1969           | Abbey Road                                       |
| Sour Milk Sea                                             | Harrison                                                                    | 1968       | 2018           | The BEATLES (Super-Deluxe-Edition-2018)          |
| Step Inside Love/Los Paranoias                            | Lennon/McCartney                                                            | 1968       | 1996           | Anthology 3                                      |
| Strawberry Fields Forever                                 | Lennon                                                                      | 1966       | 1967           | Single                                           |
| St. Louis Blues (Studio jam) (Studio Jamsession)          | W. C. Handy                                                                 | 1968       | 2018           | The BEATLES (Super-Deluxe-Edition-2018)          |
| Sun King                                                  | Lennon                                                                      | 1969       | 1969           | Abbey Road                                       |
| Sure to Fall (In Love with You)                           | Carl Perkins/Quinton Claunch/Bill Cantrell                                  | 1963       | 1994           | Live at the BBC                                  |
| Sweet Little Sixteen                                      | Chuck Berry                                                                 | 1963       | 1994           | Live at the BBC                                  |
| Taking a Trip to Carolina                                 | Starkey                                                                     | 1969       | 2003           | Let It Be… Naked (Bonus-CD: Fly on the Wall)     |
| Taxman                                                    | Harrison                                                                    | 1966       | 1966           | Revolver                                         |
| Teddy Boy                                                 | McCartney                                                                   | 1969       | 1996           | Anthology 3                                      |
| Tell Me What You See                                      | McCartney                                                                   | 1965       | 1965           | Help!                                            |
| Tell Me Why                                               | Lennon                                                                      | 1964       | 1964           | A Hard Day’s Night                               |
| Thank You Girl                                            | Lennon/McCartney                                                            | 1963       | 1963           | Single                                           |
| That Means a Lot                                          | Lennon/McCartney                                                            | 1965       | 1996           | Anthology 2                                      |
| That’ll Be the Day                                        | Jerry Allison/Buddy Holly/Norman Petty                                      | 1958       | 1995           | Anthology 1                                      |
| That’s All Right (Mama)                                   | Arthur Crudup                                                               | 1963       | 1994           | Live at the BBC                                  |
| The Ballad of John and Yoko                               | Lennon                                                                      | 1969       | 1969           | Single                                           |
| The Continuing Story of Bungalow Bill                     | Lennon                                                                      | 1968       | 1968           | The Beatles                                      |
| The End                                                   | McCartney                                                                   | 1969       | 1969           | Abbey Road                                       |
| The Fool on the Hill                                      | McCartney                                                                   | 1967       | 1967           | EP: Magical Mystery Tour                         |
| The Hippy Hippy Shake                                     | Chan Romero                                                                 | 1963       | 1994           | Live at the BBC                                  |
| The Honeymoon Song                                        | Mikis Theodorakis                                                           | 1963       | 1994           | Live at the BBC                                  |
| The Inner Light                                           | Harrison                                                                    | 1968       | 1968           | Single                                           |
| The Long and Winding Road                                 | McCartney                                                                   | 1969       | 1970           | Let It Be                                        |
| The Night Before                                          | McCartney                                                                   | 1965       | 1965           | Help!                                            |
| The Sheik of Araby                                        | Harry B. Smith/Francis Wheeler/Ted Snyder                                   | 1962       | 1995           | Anthology 1                                      |
| The Walk (Studio Jamsession)                              | Jimmy McCracklin / Bob Garlic                                               | 1969       | 2021           | Let It Be (Super-Deluxe-Edition-2021)            |
| The Word                                                  | Lennon/McCartney                                                            | 1965       | 1965           | Rubber Soul                                      |
| There’s a Place                                           | Lennon/McCartney                                                            | 1963       | 1963           | Please Please Me                                 |
| Things We Said Today                                      | McCartney                                                                   | 1964       | 1964           | Single                                           |
| Think for Yourself                                        | Harrison                                                                    | 1965       | 1965           | Rubber Soul                                      |
| This Boy                                                  | Lennon/McCartney                                                            | 1963       | 1963           | Single                                           |
| Three Cool Cats                                           | Jerry Leiber/Mike Stoller                                                   | 1962       | 1995           | Anthology 1                                      |
| Ticket to Ride                                            | Lennon/McCartney                                                            | 1965       | 1965           | Single                                           |
| Till There Was You                                        | Meredith Willson                                                            | 1963       | 1963           | With the Beatles                                 |
| To Know Her is to Love Her                                | Phil Spector                                                                | 1963       | 1994           | Live at the BBC                                  |
| Tomorrow Never Knows                                      | Lennon                                                                      | 1966       | 1966           | Revolver                                         |
| Too Much Monkey Business                                  | Chuck Berry                                                                 | 1963       | 1994           | Live at the BBC                                  |
| Twist and Shout                                           | Phil Medley/Bertrand Russell Berns                                          | 1963       | 1963           | Please Please Me                                 |
| Two of Us                                                 | McCartney                                                                   | 1969       | 1970           | Let It Be                                        |
| Wait                                                      | Lennon/McCartney                                                            | 1965       | 1965           | Rubber Soul                                      |
| We Can Work It Out                                        | Lennon/McCartney                                                            | 1965       | 1965           | Single                                           |
| What Goes On                                              | Lennon/McCartney/Starkey                                                    | 1965       | 1965           | Rubber Soul                                      |
| What You’re Doing                                         | McCartney                                                                   | 1964       | 1964           | Beatles for Sale                                 |
| What’s the New Mary Jane                                  | Lennon                                                                      | 1968       | 1996           | Anthology 3                                      |
| When I Get Home                                           | Lennon                                                                      | 1964       | 1964           | A Hard Day’s Night                               |
| When I’m Sixty-Four                                       | McCartney                                                                   | 1966       | 1967           | Sgt. Pepper’s Lonely Hearts Club Band            |
| While My Guitar Gently Weeps                              | Harrison                                                                    | 1968       | 1968           | The Beatles                                      |
| Why Don’t We Do It in the Road?                           | McCartney                                                                   | 1968       | 1968           | The Beatles                                      |
| Wild Honey Pie                                            | McCartney                                                                   | 1968       | 1968           | The Beatles                                      |
| With a Little Help from My Friends                        | Lennon/McCartney                                                            | 1967       | 1967           | Sgt. Pepper’s Lonely Hearts Club Band            |
| Within You Without You                                    | Harrison                                                                    | 1966       | 1967           | Sgt. Pepper’s Lonely Hearts Club Band            |
| Without a Song (Studio Jamsession)                        | Vincent Youmans / Billy Rose / Edward Eliscu                                | 1969       | 2021           | Let It Be (Super-Deluxe-Edition-2021)            |
| Words of Love                                             | Buddy Holly                                                                 | 1964       | 1964           | Beatles for Sale                                 |
| Yellow Submarine                                          | McCartney                                                                   | 1966       | 1966           | Single; gleichzeitig: Revolver                   |
| Yer Blues                                                 | Lennon                                                                      | 1968       | 1968           | The Beatles                                      |
| Yes It Is                                                 | Lennon/McCartney                                                            | 1965       | 1965           | Single                                           |
| Yesterday                                                 | McCartney                                                                   | 1965       | 1965           | Help!                                            |
| You Can’t Do That                                         | Lennon                                                                      | 1964       | 1964           | A Hard Day’s Night                               |
| You Know My Name (Look Up the Number)                     | Lennon/McCartney                                                            | 1967       | 1970           | Single                                           |
| You Know What to Do                                       | Harrison                                                                    | 1964       | 1995           | Anthology 1                                      |
| You Like Me Too Much                                      | Harrison                                                                    | 1965       | 1965           | Help!                                            |
| You Never Give Me Your Money                              | McCartney                                                                   | 1969       | 1969           | Abbey Road                                       |
| You Really Got a Hold on Me                               | Smokey Robinson                                                             | 1963       | 1963           | With the Beatles                                 |
| (You’re so Square) Baby, I Don’t Care (Studio Jamsession) | Jerry Leiber/Mike Stoller                                                   | 1968       | 2018           | The BEATLES (Super-Deluxe-Edition-2018)          |
| You Won’t See Me                                          | McCartney                                                                   | 1965       | 1965           | Rubber Soul                                      |
| You’ll Be Mine                                            | Lennon/McCartney                                                            | 1960       | 1995           | Anthology 1                                      |
| You’re Going to Lose That Girl                            | Lennon/McCartney                                                            | 1965       | 1965           | Help!                                            |
| You’ve Got to Hide Your Love Away                         | Lennon                                                                      | 1965       | 1965           | Help!                                            |
| Young Blood                                               | Jerry Leiber/Mike Stoller/Doc Pomus                                         | 1963       | 1994           | Live at the BBC                                  |
| Your Mother Should Know                                   | McCartney                                                                   | 1967       | 1967           | EP: Magical Mystery Tour                         |